# Yealand Redmayne
 (avril 2023).
Pour les articles homonymes, voir Yealand et Redmayne.
Yealand Redmayne est un village et une paroisse civile du Lancashire, en Angleterre.